# Charlie McAvoy
Charles „Charlie“ McAvoy (* 21. Dezember 1997 in Long Beach, New York) ist ein US-amerikanischer Eishockeyspieler, der seit April 2017 bei den Boston Bruins in der National Hockey League unter Vertrag steht und dort auf der Position des Verteidigers spielt.

## Karriere
Charlie McAvoy wurde in Long Beach im Bundesstaat New York geboren und spielte in seiner Jugend unter anderem für die New Jersey Rockets in einer regionalen Nachwuchsliga. Mit Beginn der Saison 2013/14 wechselte der Verteidiger ins USA Hockey National Team Development Program (NTDP), die zentrale Talenteschmiede des US-amerikanischen Eishockeyverbands in Ann Arbor, Michigan. Mit den Junioren-Auswahlen des NTDP nahm McAvoy fortan am Spielbetrieb der United States Hockey League (USHL) teil, der höchsten Juniorenliga der Vereinigten Staaten, und vertrat sein Heimatland parallel dazu auf internationalem Niveau. So gewann er mit dem Team USA bei der World U-17 Hockey Challenge 2014 im Januar ebenso die Goldmedaille wie im Jahr darauf bei der U18-Weltmeisterschaft 2015. Nach zwei Jahren schied der Abwehrspieler altersbedingt aus dem NTDP aus und schrieb sich in der Folge zum Herbst 2015 an der Boston University ein. Für deren Terriers stand er fortan in der Hockey East, einer Liga der National Collegiate Athletic Association (NCAA) auf dem Eis. Als Freshman erzielte er dort 25 Scorerpunkte in 37 Spielen und wurde daraufhin am Ende der Saison ins All-Rookie Team der Hockey East berufen. Ferner debütierte er über den Jahreswechsel für die U20-Nationalmannschaft der USA, als er bei der U20-Weltmeisterschaft 2016 die Bronzemedaille errang. Nach dieser Spielzeit wählten ihn die Boston Bruins im NHL Entry Draft 2016 an 14. Position aus. Vorerst kehrte McAvoy jedoch für eine weitere Saison an die Boston University zurück, während der er mit dem Team USA U20-Weltmeister 2017 und ins Hockey East First All-Star Team gewählt wurde.
Im Anschluss an seine zweite College-Saison wechselte McAvoy probeweise (amateur tryout contract) zu den Providence Bruins, dem Farmteam der Boston Bruins aus der American Hockey League (AHL). Nach seinen vier ersten Profi-Einsätzen dort unterzeichnete der Abwehrspieler schließlich im April 2017 einen Einstiegsvertrag in Boston und gab nur wenige Tage später im ersten Spiel der Bruins in den Stanley-Cup-Playoffs 2017 gegen die Ottawa Senators sein Debüt in der National Hockey League (NHL). Die Bruins unterlagen in der Serie mit 2:4; dies gab McAvoy jedoch die Gelegenheit, bei der Weltmeisterschaft 2017 sein Debüt für die A-Nationalmannschaft der USA zu geben. Bei dem Turnier erreichte er mit dem Team den fünften Rang. Im Jahr darauf gewann er mit dem Team bei der Weltmeisterschaft 2018 die Bronzemedaille und wurde zudem im NHL All-Rookie Team berücksichtigt.
Im September 2019 unterzeichnete McAvoy einen neuen Dreijahresvertrag in Boston, der ihm ein durchschnittliches Jahresgehalt von 4,9 Millionen US-Dollar einbringen  soll. Im Oktober 2021 erhielt er dann einen weiteren Achtjahresvertrag bei den Bruins mit einem durchschnittlichen Jahresgehalt von 9,5 Millionen US-Dollar, der mit Beginn der Saison 2022/23 in Kraft tritt. Anschließend steigerte er seine persönliche Statistik in der Spielzeit 2021/22 deutlich auf 56 Scorerpunkte aus 78 Partien und wurde anschließend ins NHL Second All-Star Team gewählt.

## Erfolge und Auszeichnungen
- 2016 Hockey East All-Rookie Team
- 2017 Hockey East First All-Star Team
- 2018 NHL All-Rookie Team
- 2022 NHL Second All-Star Team

### International
| - 2014 Goldmedaille bei der World U-17 Hockey Challenge - 2015 Goldmedaille bei der U18-Junioren-Weltmeisterschaft - 2016 Bronzemedaille bei der U20-Junioren-Weltmeisterschaft | - 2017 Goldmedaille bei der U20-Junioren-Weltmeisterschaft - 2018 Bronzemedaille bei der Weltmeisterschaft |

## Karrierestatistik
Stand: Ende der Saison 2024/25

### International
Vertrat die USA bei:
| - World U-17 Hockey Challenge Januar 2014 - U18-Weltmeisterschaft 2015 - U20-Weltmeisterschaft 2016 - U20-Weltmeisterschaft 2017 | - Weltmeisterschaft 2017 - Weltmeisterschaft 2018 - 4 Nations Face-Off 2025 |

(Legende zur Spielerstatistik: Sp oder GP = absolvierte Spiele; T oder G = erzielte Tore; V oder A = erzielte Assists; Pkt oder Pts = erzielte Scorerpunkte; SM oder PIM = erhaltene Strafminuten; +/− = Plus/Minus-Bilanz; PP = erzielte Überzahltore; SH = erzielte Unterzahltore; GW = erzielte Siegtore; 1 Play-downs/Relegation; Kursiv: Statistik nicht vollständig)